# Borynia, Jastrzębie-Zdrój
Borynia (tiếng Đức: Borin) là một làng ở phía bắc của Jastrzębie-Zdrój, Silesian Voivodeship, miền nam Ba Lan. Đó là một ngôi làng độc lập nhưng đã trở thành một phần hành chính của Jastrzębie-Zdrój vào năm 1975. Nó có diện tích là 822,92 ha và vào ngày 31 tháng 12 năm 2012, nó có 1.909 cư dân.
Nguồn gốc của tên có ba giải thích có thể. Đầu tiên là nó bắt nguồn từ từ bór (tiếng Ba Lan: một khu rừng lá kim). Thứ hai kết nối nó với từ bor, trong tiếng Ba Lan cổ biểu thị nghĩa chiến đấu. Lý thuyết thứ ba giải thích tên này bắt nguồn từ tên cá nhân Borysław.

## Lịch sử
Ngôi làng được đề cập lần đầu tiên trong một tài liệu tiếng Latinh của Giáo phận Wrocław có tên Liber fundationis episcopatus Vratislaviensis từ khoảng năm 1305 như một mục trong Borina debent esse triginta novem mansi.
Về mặt chính trị, ngôi làng thuộc về Công quốc Racibórz, bên trong lãnh thổ Ba Lan bị chia cắt thời phong kiến. Năm 1327, công quốc trở thành một nước chư hầu của Vương quốc Bohemia, sau năm 1526 trở thành một phần của chế độ quân chủ Habsburg. Sau chiến tranh Silesian, nó trở thành một phần của Vương quốc Phổ.
Sau Thế chiến I ở cuộc bầu cử Thượng Silesia, 622 trong số 644 cư dân của Borynia đã bỏ phiếu ủng hộ việc gia nhập Ba Lan, chống lại 22 phiếu bầu cho Đức. Nó trở thành một phần của Silesian Voivodeship, Cộng hòa Ba Lan thứ hai. Sau đó nó bị Đức Quốc xã thôn tính vào đầu Thế chiến II. Sau chiến tranh, nó đã được khôi phục lại Ba Lan. Năm 1954, nó trở thành trụ sở của một đô thị, nơi tọa lạc của hai ngôi làng khác: Szeroka và Skrzeczkowice. Năm 1973, trụ sở của đô thị, do đó được gọi là vùng dân cư, đã được chuyển đến Szeroka. Tuy nhiên, vào năm 1975 nơi này được tiếp quản bởi Jastrzębie-Zdrój. Trong một cuộc trưng cầu dân ý địa phương được tổ chức vào năm 2000, cư dân của Borynia, Szeroka và Skrzeczkowice đã bỏ phiếu ủng hộ ở lại trong thành phố.